# Muzeum břidlice
Muzeum břidlice se nachází v Budišově nad Budišovkou, v Moravskoslezském kraji a je jediné toho druhu v ČR. Založeno bylo v r. 1996 a umístěno do historické budovy bývalého vodního mlýna, Na mlýnské strouze čp. 230, nemovité památky ČR, zapsané NPÚ pod č. 27257/8-2538. Muzeum seznamuje návštěvníky se vznikem břidlice, těžbou a jejím zpracováním v celé oblasti Budišova nad Budišovkou. Expozice je členěna na naučné panely zobrazující vývoj břidlic, popis povrchových i hlubinných dolů v dané oblasti, dále jsou zde umístěny vitríny s jednotlivými exponáty, hornickým náčiním počínaje a břidlicovými výrobky konče. Jsou zde předvedeny břidlicové výrobky dob minulých, jakými byly například břidlicové školní tabulky nebo později vyráběné gramofonové desky.
Zajímavá je i expozice s fosíliemi otisknutými v břidlicových deskách. Jsou zde otisky kapradin i kulmské fauny. Celá expozice je doplněna videoprojekcí, která formou reportážního snímku ukazuje návštěvníkům skutečnou těžbu v jednom z posledních provozů – hlubinný důl u Budišova n. B. V průběhu návštěvy muzea nechybí výklad fundované průvodkyně. K dispozici jsou různé dokumenty vztahující se k danému tématu a upomínkové předměty. Návštěvník má také možnost vyzkoušet si práci při štípání břidlice a odnést si domů vlastnoručně vyrobený suvenýr. V blízkosti muzea se nachází jiná nemovitá památka, kamenný most přes Budišovku se sochou sv. Jana Nepomuckého z roku 1725.

## Historie těžby
13. století – založení hornické osady u naleziště stříbrných a olověných rud. V 19. století byla zahájena těžba jílových břidlic pro krytinu, obklady a dlažby. K velkému útlumu těžby došlo po 2. světové válce, vlivem odsunu velké části původního německého obyvatelstva. 2003 – ukončena těžba v dole Lesní zátiší, kde důl krátce provozoval Státní statek a později firma SLATE B.D.S.O. a.s..

Fotogalerie exponátů
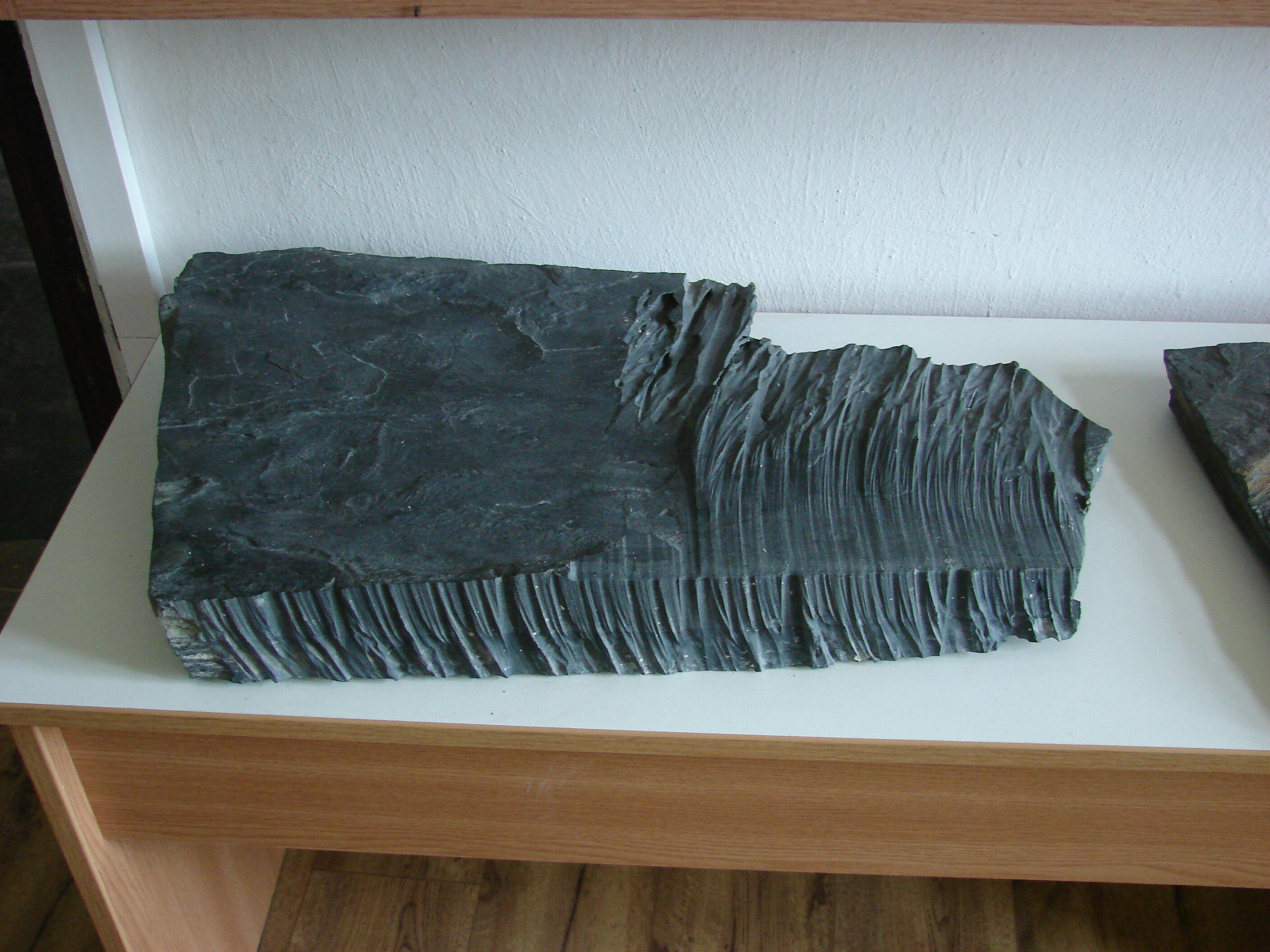
Plát břidlice
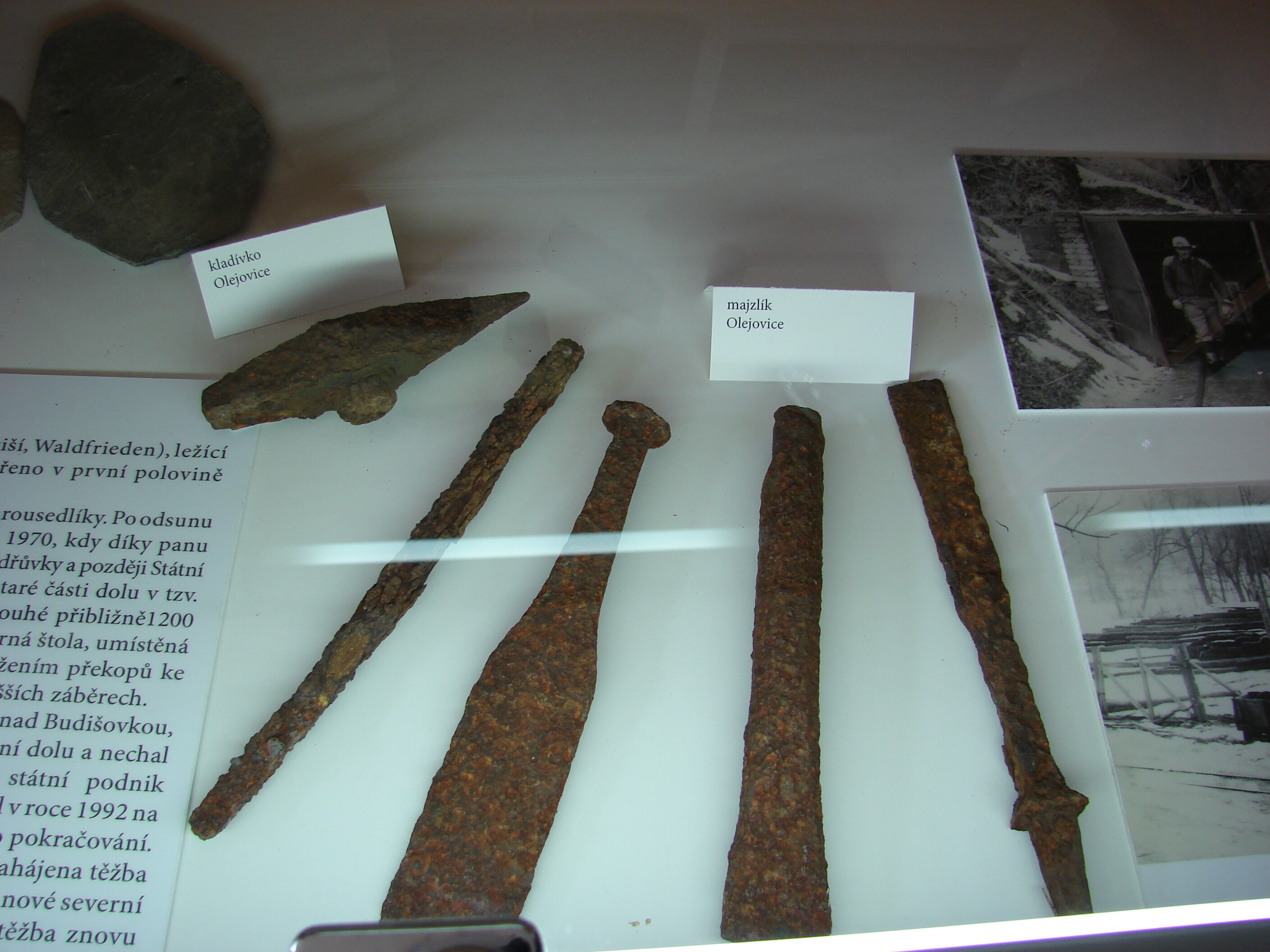
Náčiní horníka v břidlicovém dole
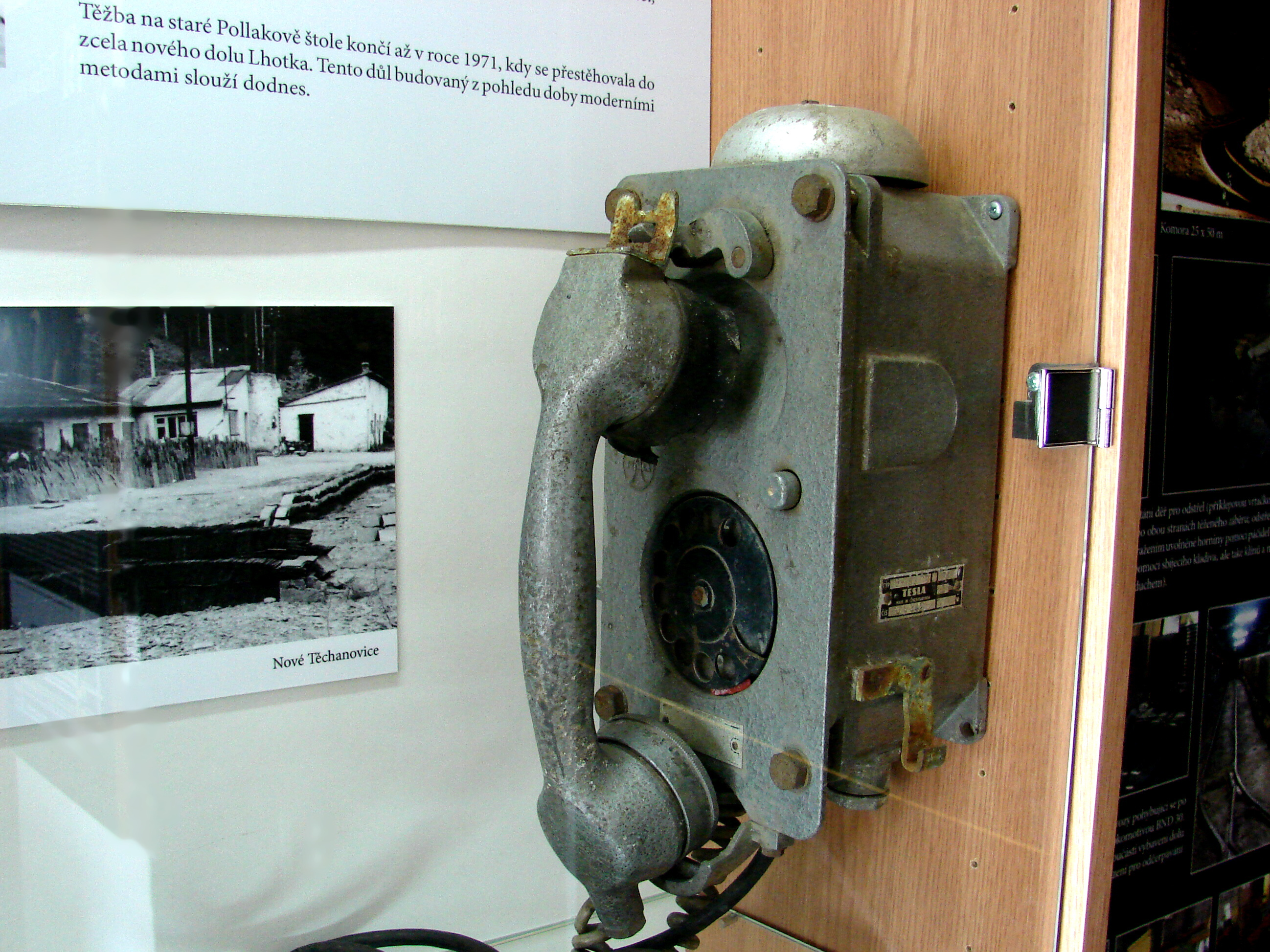
Důlní telefon
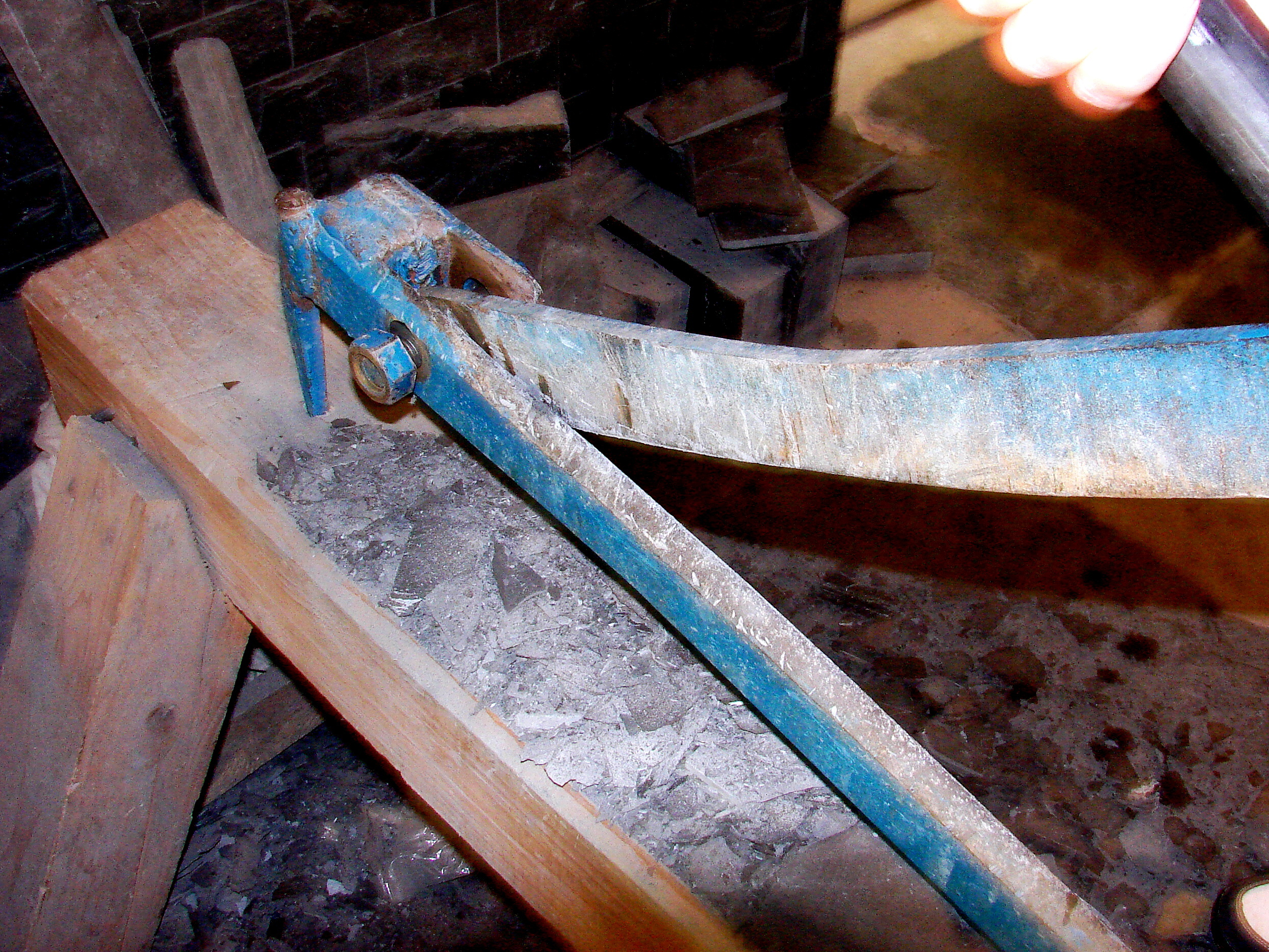
Nůžky na štípání břidlice
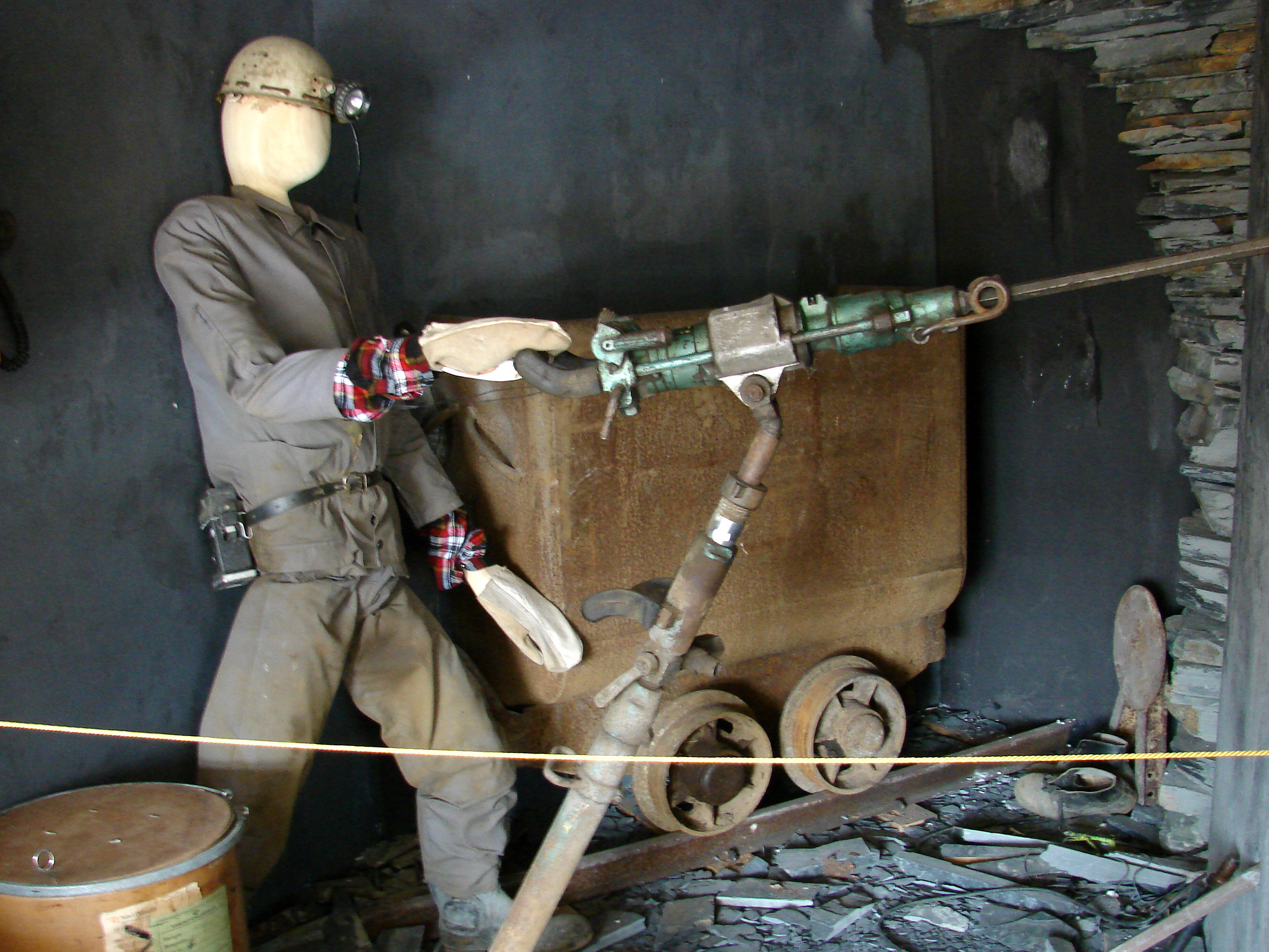
Takto vypadal horník břidlicového dolu
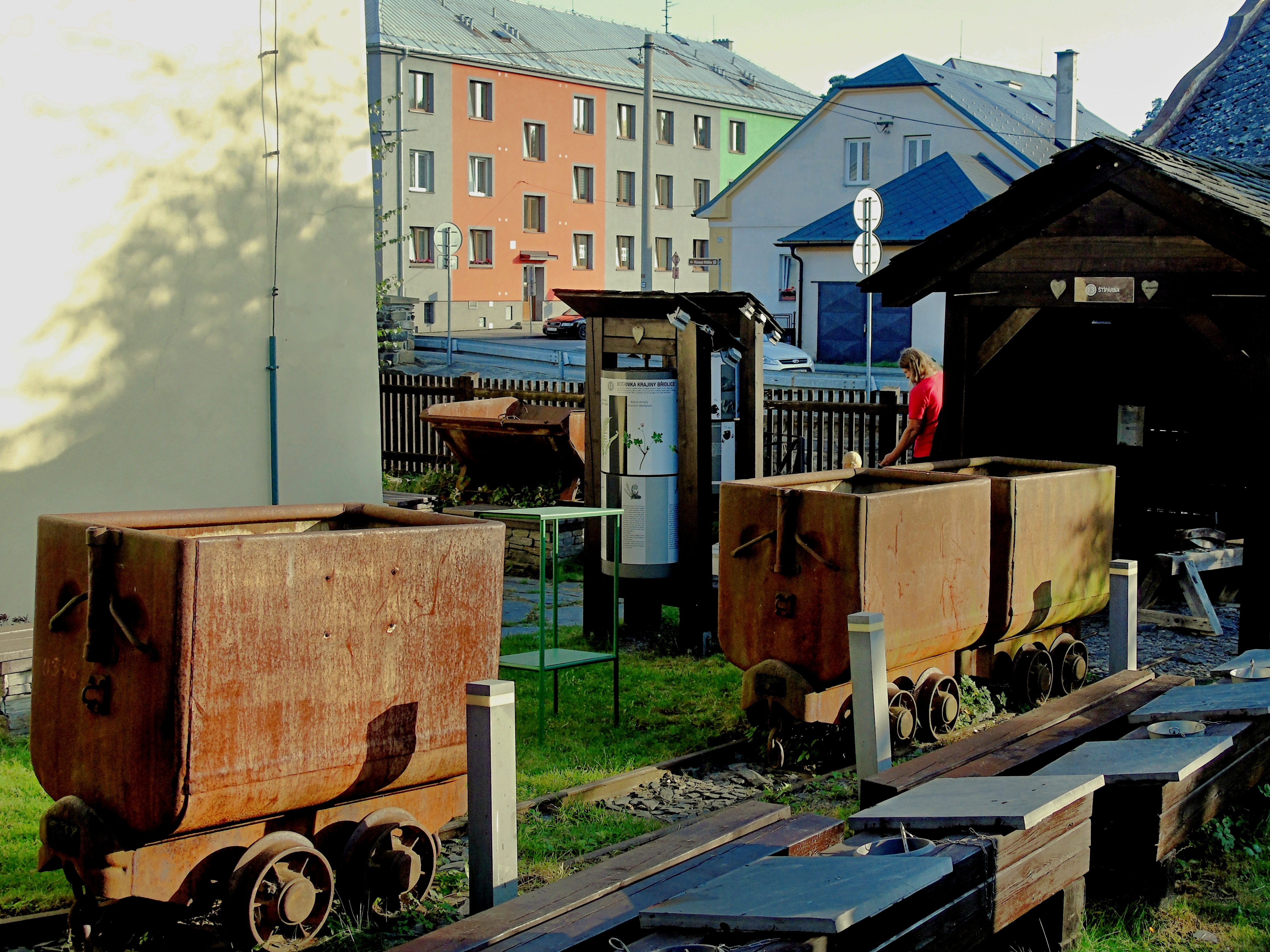
Důlní vozíky v exteriéru Muzea břidlice v Budišově nad Budišovkou
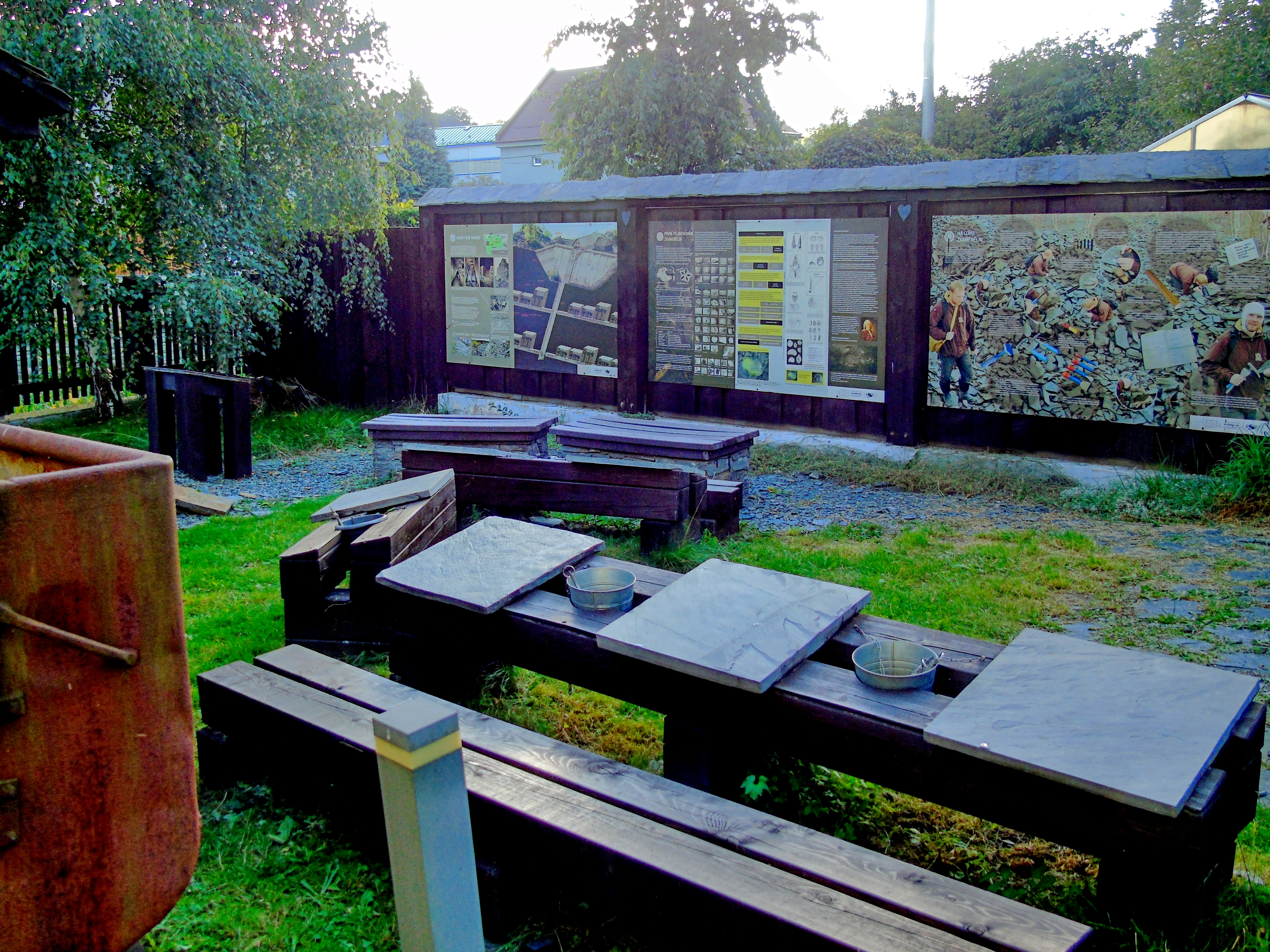
Břidlicové tabule na kreslení pro děti, v pozadí naučné panely.
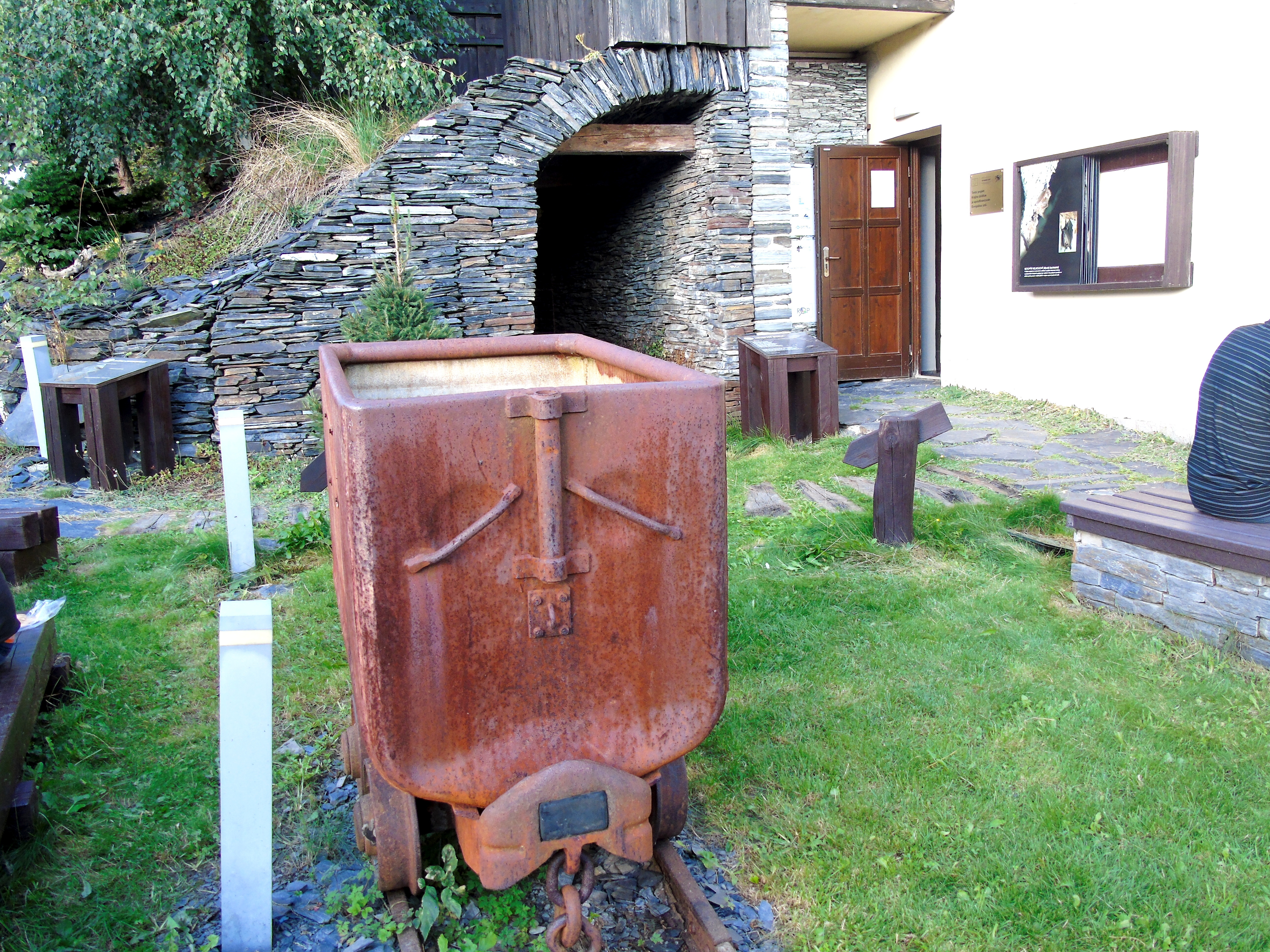
Exteriér Muzea břidlice v Budišově nad Budišovkou.

## Břidlicová stezka
Na Muzeum břidlice navazuje veřejně přístupná přírodní expozice s názvem Břidlicová stezka. Měří přibližně 50 km a je rozdělena na pět vzájemně propojených tras a okruhů označených jako trasy A až E. Trasy spojují další naučné stezky a turistické cíle v Krajině břidlice. Stezka je určena pěším turistům i cyklistům
Nástupní místa na Břidlicovou stezku:
1. Budišov nad Budišovkou
2. Svatoňovice
3. Čermná ve Slezsku

TRASA A – BUDIŠOVSKÝ OKRUH:
Nástupní místo trasy je v Budišově nad Budišovkou (nádraží, Muzeum břidlice), případně na nádraží ve Svatoňovicích.
- A1 – Woodboys – důl z 19. století, uzavřen asi po roce 1945.
- A2 – Lesní zátiší – důl Staré Oldřůvky a povrchový břidlicový lom. Napojení na trasu B.
- A3 – Svatoňovice – křižovatka turistických tras, nástupní místo na trasu D a značená spojka na trasu E.
- A4 – Zemská hranice – připomínka starých území Moravy a Slezska, stojí zde hraničník a ruiny bývalé hospody.

TRASA B – OLDŘŮVECKÁ:

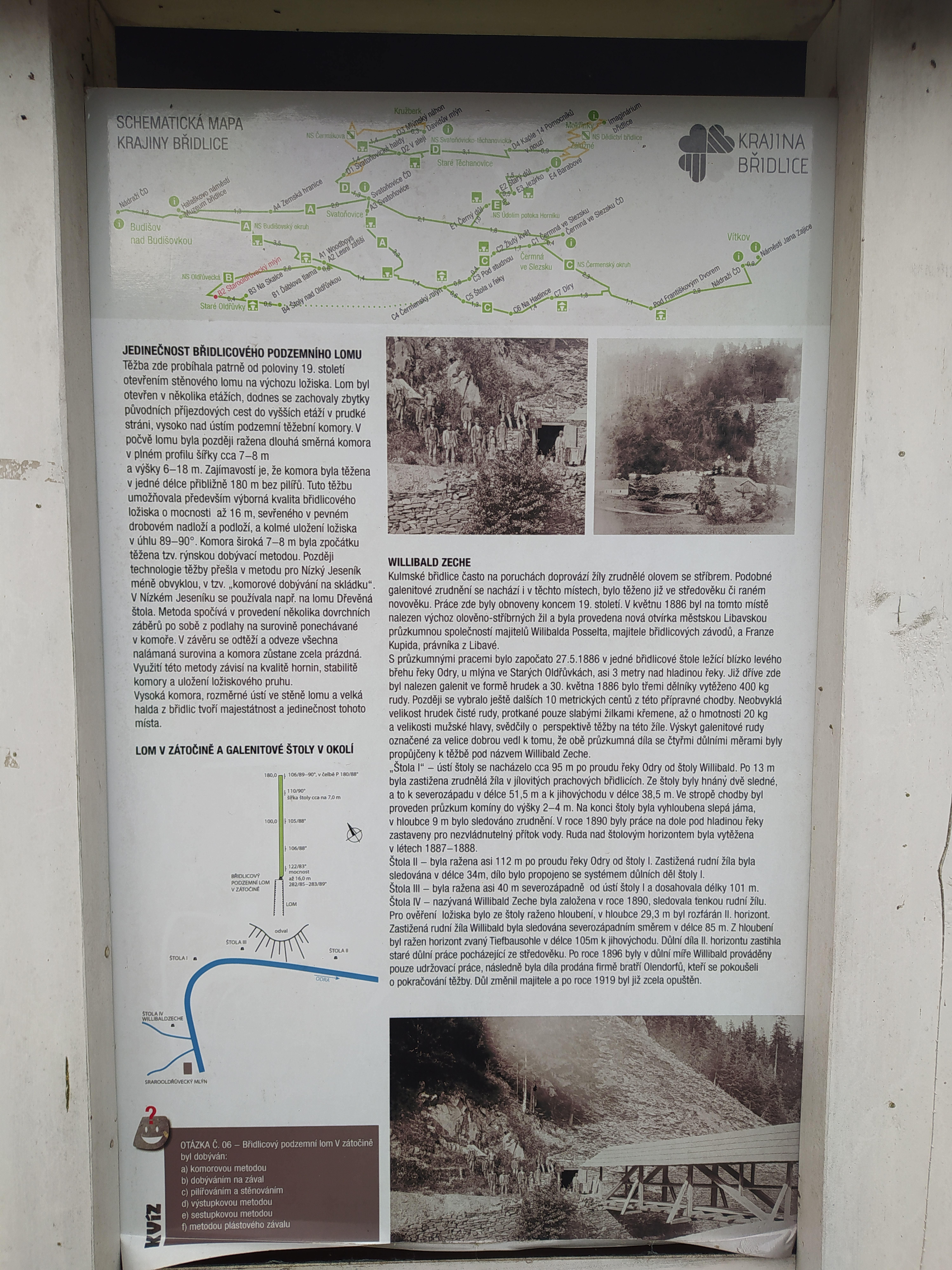
Staré Oldřůvky - informační tabule

Nástupní místa jsou v údolí Budišovky, kde se trasa napojuje na další trasy A a C.
- B1 – Ďáblova tlama – lomová jáma v podobě propasti a srubem vybudovaným na původním zdivu štípárny. Napojení na trasu A v blízkosti zastavení A2 Lesní zátiší.
- B2 – Starooldřůvecký mlýn – připomínka těžby břidlice a těžbu stříbrných a olověných rud v údolí řeky Odry.
- B3 – Na Skalce – zbytky těžních budov, zajímavé opěrné zdi a bývalá správní budova.
- B4 – Štoly nad Oldřůvkou – připomínka těžby břidlice v nedalekém Vojenském újezdu Libavá.

Trasa dále pokračuje k zastavení C4 Čermenský mlýn, které se nachází na trase C.
TRASA C – ČERMENSKÝ OKRUH:
Nástupní místa jsou u nádraží Čermná ve Slezsku, kde se trasa stýká s trasou E a Vítkov, případně u Čermenského mlýna, kde se trasa stýká s trasou B.
- C1 – Čermná ve Slezsku – připomínka historie obce. Napojení na trasu E.
- C2 – Žlutý květ – několik podzemních lomů z poloviny 19. století.
- C3 – Pod studnou – ruiny hornických staveb, v okolí je několik břidlicových podzemních dolů.
- C4 – Čermenský mlýn – zachovalá budova těžební společnosti, stopy po povrchové těžbě a zatopené důlní dílo „Rodrigesův hrob“ a „Modrá štola“. Napojení na trasu B.
- C5 – U řeky – průzkumná štola.
- C6 – Na Hadince – bývalé významné rekreační místo.
- C7 – Díry – lomové jezírko.

Trasa se dále vrací zpět do Čermné ve Slezsku s možností odbočit a pokračovat značenou spojkou do Vítkova.
TRASA D – SVATOŇOVICKO-TĚCHANOVICKÁ:
Nástupní místa jsou u nádraží Svatoňovice, u rekreačního zařízení Davidův mlýn nebo v Zálužné.
- D – Svatoňovice – křižovatka turistických tras a možnost napojení na trasu A nebo značenou spojkou na trasu E.
- D1 – Svatoňovické haldy – ukázka štoly, odvalů a jámového lomu.
- D2 – V aleji – popis historie krajinných prvků a krajových ovocných odrůd. Zde se trasa rozděluje na dvě slepé větve k Davidovu mlýnu nebo do Zálužné.
- D3 – Mlýnský náhon – popis tradičního mlynářství vodních mlýnů na řece Moravici. Odbočná větev končí u rekreačního zařízení Davidův mlýn, kde se trasa napojuje na Čermákovu naučnou stezku.
- D4 – Kaple 14 pomocníků v nouzi – obnovená kaple a vyhlídka. Odbočná větev vede přes Staré Těchanovice s odbočkou na místní rozhlednu a končí v Zálužné, kde se trasa napojuje na Naučnou stezku Dědictví břidlice.

TRASA E – ÚDOLÍM POTOKA HORNÍKU:
Nástupní místa jsou na nádraží v Čermné ve Slezsku nebo v Zálužné. Na tuto trasu se dá také napojit značenou spojkou ze Svatoňovic, kde se stýkají trasy A a D.
- E – Čermná ve Slezsku – připomínka historie obce. Napojení na trasu C.
- E1 – Černý důl – štola, zbytky staveb a zídek. Chráněný přírodní útvar - zimoviště netopýrů.
- E2 – Starý důl – v blízkosti najdeme zavalenou štolu do spodního patra Černého dolu.
- E3 – Jezírko – velký jámový lom na břidlici na odlehlém místě uprostřed lesů.
- E4 – Barabové – osada Barabů a připomínka výstavby Kružberského vodního přivaděče.

Trasa se následně napojuje na Naučnou stezku Dědictví břidlice v Zálužné.
Značení stezky: Stezka je vyznačena malovanými značkami, na rozcestích poblíž míst v blízkosti trasy jsou umístěny směrovky.